# Euthycera guanchica
Euthycera guanchica är en tvåvingeart som beskrevs av Frey 1936. Euthycera guanchica ingår i släktet Euthycera och familjen kärrflugor.
Artens utbredningsområde är Kanarieöarna. Inga underarter finns listade i Catalogue of Life.